# Witold Szulc (aktor)
Witold Szulc (ur. 20 września 1963 w Poznaniu) – polski aktor teatralny oraz pedagog artystyczny.

## Życiorys
Absolwent Wydziału Aktorskiego PWST im. Ludwika Solskiego w Krakowie – Filia we Wrocławiu (1988) oraz Wydziału Wokalno-Aktorskiego Akademii Muzycznej w Poznaniu (2012). W 2007 roku obronił pracę doktorską w Akademii Teatralnej w Warszawie, a w styczniu 2014 na Wydziale Aktorskim
Akademii Teatralnej w Warszawie uzyskał stopień doktora habilitowanego na podstawie dysertacji Aktor a partytura. Jest profesorem nadzwyczajnym w Zakładzie Aktorstwa i Ruchu Scenicznego Wydziału Wokalno-Aktorskiego Akademii Muzycznej w Bydgoszczy.
Zadebiutował 18 września 1987 rolą w Człowiek jak człowiek Bertolta Brechta w zbiorowej reżyserii Hanny Herman-Cieślik, Mieczysławy Walczak-Deleżyńskiej i Jerzego Kozłowskiego na deskach Teatru im. Cypriana Kamila Norwida w Jeleniej Górze, którego aktorem był w latach 1987–1988. Ponadto był związany z Teatrem Nowym w Poznaniu (1988–1990), Teatrem im. Wilama Horzycy w Toruniu (1990–1994), Teatrem Polskim w Bydgoszczy (1994–1998) oraz Teatrem Polskim w Poznaniu (1998-2008). Ponadto występował w The Point Theatre w Nowym Jorku i był gościnnie związany z Teatrem Powszechnym w Radomiu oraz Teatrem Rozrywki w Chorzowie.
Wystąpił w kilkudziesięciu rolach w spektaklach takich reżyserów jak Jerzy Satanowski, Jan Szurmiej, Izabella Cywińska, Krystyna Meissner, Adam Orzechowski, Lech Raczak, Andrzej Rozhin i Maciej Korwin. Ponadto sam reżyserował na deskach Kujawsko-Pomorskiego Impresaryjnego Teatru Muzycznego w Toruniu (2015). Jest laureatem Nagrody im. Hieronima Konieczki dla młodego aktora za rolę tytułową w przedstawieniu Ubu król Alfreda Jarry’ego w Teatrze Polskim w Bydgoszczy (1996) oraz plebiscytu publiczności na najpopularniejszego aktora sezonu w Teatrze Polskim w Bydgoszczy (1996).
Jest praprawnukiem Zygmunta Noskowskiego – kompozytora, dyrygenta, pedagoga i publicysty.